# Nicéforo Basilacio

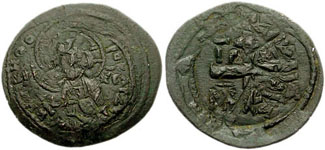
Piedras con la cara de Nikephoros Basilakes

Nikephoros Basilakes (En griego: Νικηφόρος Βασιλάκης), frecuentemente encontrado simplemente como Basilakios (Βασιλάκιος), latinizado como Nicéforo Basilacio, fue un general y aristócrata bizantino de finales del siglo XI, que en 1078/79 intentó derrocar al emperador Nicéforo III Botaniates y fue derrotado por Alejo Comneno.
En el caos que rodeó el destronamiento de Miguel VII Ducas, Nicéforo Basilacio, a la sazón dux de Dirraquio, decidió que había llegado su hora. Se situó en Tesalónica y esperó el resultado del enfrentamiento entre otros dos pretendientes al trono, Nicéforo III y Nicéforo Brienio, para poder aplastar rápidamente al agotado vencedor.
Sus fuerzas estaban formadas por veteranos soldados francos, esclavenos, albaneses y griegos, y su confianza en sus propias capacidades y su valor le convencieron de que la victoria sería suya fácilmente. Nicéforo III envió a su general, Alejo I Conmeno, para que se ocupara de él, y Alejo consiguió atrapar a Basilacio en un ataque nocturno al campamento imperial, a orillas del río Vardar, a unas dieciocho millas de Tesalónica. Derrotado, Basilacio huyó a Tesalónica, donde intentó defender la ciudad, pero fue apresado por sus propios soldados y entregado a Nicéforo III, quien ordenó que fuera cegado.